# Torrubia del Castillo
Torrubia del Castillo est une municipalité espagnole de la province de Cuenca, dans la région autonome de Castille-La Manche.